# Austrodecus pentamerum
Austrodecus pentamerum is een zeespin uit de familie Austrodecidae. De soort behoort tot het geslacht Austrodecus. Austrodecus pentamerum werd in 1968 voor het eerst wetenschappelijk beschreven door Stock. 